# Bagot (district électoral)
Pour les articles homonymes, voir Bagot.
Circonscription électorale provinciale du Canada
Bagot est un district électoral provincial du Québec ayant existé de 1867 à 1972.

## Historique
Il a été nommé ainsi en l'honneur de Sir Charles Bagot (1781-1843), un diplomate britannique qui deviendra Gouverneur général de la province du Canada entre 1841 et 1843.
Il a été abolie lors de la création de l'actuelle circonscription de Johnson en 1972.
Le district de Bagot a été représenté pendant 20 ans par le premier ministre Daniel Johnson (père).

## Liste des députés

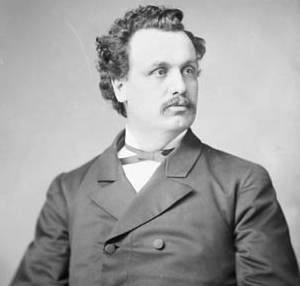
Flavien Dupont a été député du Parti conservateur du Québec de la circonscription de 1876 à 1878

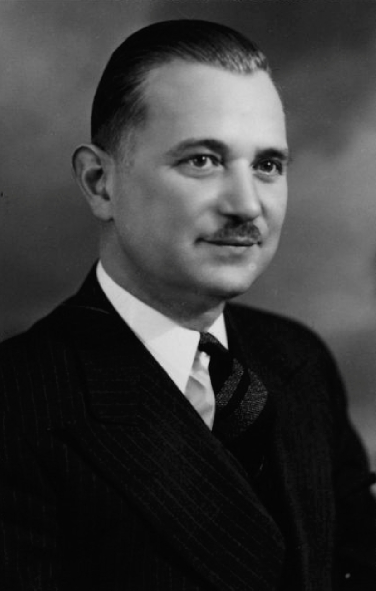
Cyrille Dumaine a été député du Parti libéral du Québec dans la circonscription de 1935 à 1937 et de 1939 à 1946

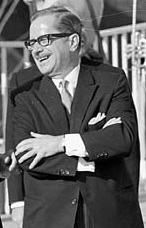
Daniel Johnson Père a été député de l'Union nationale de 1946 à 1968. Il a été chef du parti de 1961 à 1968 et Premier ministre du Québec de 1966 à 1968

|  | 1867 - 1871 | Pierre-Samuel Gendron      | Conservateur    |
|  | 1871 - 1875 | Pierre-Samuel Gendron      | Conservateur    |
|  | 1875 - 1876 | Pierre-Samuel Gendron      | Conservateur    |
|  | 1876 - 1878 | Flavien Dupont             | Conservateur    |
|  | 1878 - 1881 | Narcisse Blais             | Libéral         |
|  | 1881 - 1886 | Antoine Casavant           | Conservateur    |
|  | 1886 - 1890 | Joseph Pilon               | Libéral         |
|  | 1890 - 1892 | Milton McDonald            | Conservateur    |
|  | 1892 - 1897 | Milton McDonald            | Conservateur    |
|  | 1897 - 1900 | Milton McDonald            | Conservateur    |
|  | 1900 - 1904 | Frédéric-Hector Daigneault | Libéral         |
|  | 1904 - 1908 | Frédéric-Hector Daigneault | Libéral         |
|  | 1908 - 1912 | Frédéric-Hector Daigneault | Libéral         |
|  | 1912 - 1913 | Frédéric-Hector Daigneault | Libéral         |
|  | 1913 - 1916 | Joseph-Émery Phaneuf       | Libéral         |
|  | 1916 - 1919 | Joseph-Émery Phaneuf       | Libéral         |
|  | 1919 - 1923 | Joseph-Émery Phaneuf       | Libéral         |
|  | 1923 - 1927 | Joseph-Émery Phaneuf       | Libéral         |
|  | 1927 - 1931 | Joseph-Émery Phaneuf       | Libéral         |
|  | 1931 - 1935 | Joseph-Émery Phaneuf       | Libéral         |
|  | 1935 - 1936 | Cyrille Dumaine            | Libéral         |
|  | 1936 - 1937 | Cyrille Dumaine            | Libéral         |
|  | 1938 - 1939 | Philippe Adam              | Union nationale |
|  | 1939 - 1944 | Cyrille Dumaine            | Libéral         |
|  | 1944 - 1946 | Cyrille Dumaine            | Libéral         |
|  | 1946 - 1948 | Daniel Johnson             | Union nationale |
|  | 1948 - 1952 | Daniel Johnson             | Union nationale |
|  | 1952 - 1956 | Daniel Johnson             | Union nationale |
|  | 1956 - 1960 | Daniel Johnson             | Union nationale |
|  | 1960 - 1962 | Daniel Johnson             | Union nationale |
|  | 1962 - 1966 | Daniel Johnson             | Union nationale |
|  | 1966 - 1968 | Daniel Johnson             | Union nationale |
|  | 1968 - 1970 | Jean-Guy Cardinal          | Union nationale |
|  | 1970 - 1973 | Jean-Guy Cardinal          | Union nationale |

Légende: Les années en italiques indiquent les élections partielles, tandis que le nom en gras signifie que la personne est un chef de parti politique